# Operációkutatás
Az operációkutatás az alkalmazott matematikának az az ága, ami bizonyos folyamatok és eljárások optimalizálásával foglalkozik.

## Részterületei
Az operációkutatás legfontosabb részterületei a lineáris, az egész értékű és a nemlineáris programozás. Egyaránt támaszkodik a vektoranalízisre, a mátrixszámításra, a gráfelméletre és a sztochasztikára. A lényegi feladat az életből vett probléma matematikai modellezése. Az operációkutatás sok gyakorlati problémájára léteznek megoldó programcsomagok.

## Ismert problémák
Az operációkutatás ismert problémái közé tartoznak:
- a kínaipostás-probléma
- az utazóügynök-probléma
- a hátizsák feladat
- a randevúprobléma
- a pakolási és darabolási feladatok
- a sorrendiség meghatározása.

Ezek a feladatok gyakran gráfelméleti eszközökkel modellezhetők, és egy legrövidebb út megtalálásával oldhatók meg. A gyakorlatban a sorrendiség meghatározásának, és a szállítási feladatnak van nagyobb szerepe például a projektvezérlésben.

## Az operációkutatás néhány részterülete és megoldási módszere
- Lineáris programozás (LP)
  - Egész értékű lineáris programozás
- Nemlineáris programozás (NLP)
  - Kvadratikus programozás (QP)
- Kombinatorikus optimalizálás
- Dinamikus programozás
- Szimuláció
- Szimplex algoritmus
- Heurisztikus eljárások
  - Lokális keresés
  - Genetikus algoritmus
  - Szimulált edzés

## Története
Az operációkutatás szóban az operáció hadműveletre utal. Elsőként 1938-ban alkalmazta a brit légierő egy radarfigyelő rendszer kiépítésére. A második világháborúban a Nagy-Britannia, az USA és a Szovjetunió által alapított Operational Research Sectionsben többek között a hajók optimális száma, a hajókonvojok védőkíséretének mérete vagy a szőnyegbombázás sűrűsége és kiterjedése.
A háború után az operációkutatás a csatamezőkről bevonult a gazdaságba, ahol is arra alkalmazták, hogy minimalizálja az adott cél elérésének költségét, vagy duálisan, maximalizálja az adott eszközökkel elérhető célt. Ma a mérnöki tudományokban, a gazdasági informatikában is hasznosítják, továbbá összekapcsolódott a játékelmélettel.